# 레드푸
스테판 켄달 고디(영어: Stefan Kendal Gordy, 1975년 9월 3일 ~ )는 레드푸(Redfoo)라는 예명으로 활동하고 있는 미국의 가수, 래퍼, 작사가, 댄서, 음악 프로듀서, DJ이다. 조카 스카이 블루와 함께 LMFAO의 일원으로 활동했다. 아버지는 레코드, 영화 프로듀서 관리자인 베리 고디이다.